# Ein ungefärbt Gemüte
Ein ungefärbt Gemüte (in tedesco, "Uno spirito senza macchia") BWV 24 è una cantata di Johann Sebastian Bach.

## Storia
La cantata Ein ungefärbt Gemüte venne composta da Bach a Lipsia nel 1723 per la IV domenica dopo la Trinità e fu eseguita il 20 giugno dello stesso anno. Il testo è un insieme di autori diversi: Erdmann Neumeister per i movimenti 1, 2, 4 e 5, Johann Heermann per il corale finale, ed il vangelo secondo Matteo per il terzo movimento.

## Struttura
La Ein ungefärbt Gemüte è scritta per contralto solista, tenore solista, basso solista, coro, chiarina o tromba, violino, oboe d'amore I e II, viola e basso continuo ed è suddivisa in sei movimenti:
1. Aria: Ein ungefärbt Gemüte, per contralto, archi e continuo.
2. Recitativo: Die Redlichkeit ist eine von den Gottesgaben, per tenore e continuo.
3. Coro: Alles nun, das ihr wollet, per coro, chiarina, oboi, archi e continuo.
4. Recitativo: Die Heuchelei ist eine Brut, per basso, archi e continuo.
5. Aria: Treu und Wahrheit sei der Grund, per tenore, oboe d'amore e continuo.
6. Corale: O Gott, du frommer Gott, per tutti.